# 창녕 관룡사 대웅전 관음보살 벽화
창녕 관룡사 대웅전 관음보살 벽화(昌寧 觀龍寺 大雄殿 觀音菩薩 壁畵)는 대한민국 경상남도 창녕군 창녕읍, 관룡사 대웅전에 있는 18세기 초에 만들어진 벽화이다. 문화재청장이 2014년 1월 13일 국가지정문화재(보물)로 지정 예고절차를 거쳐, 2014년 3월 11일 대한민국의 보물 제1816호로 지정하였다.
이 벽화는 보타락가산(補陀落迦山)에서 설법하는 관음보살(觀音菩薩)을 선재동자(善財童子)가 방문하여 법을 청하는 장면을 그린 것으로, 벽면 전체에 관음보살을 채워 크게 부각시켜 그렸다. 여러 차례 중수를 거치면서 보채(補彩)가 이루어졌지만 좌우로 넓게 퍼진 보관과 영락장식, 옅은 수묵으로 그린 기암괴석과 대나무 표현, 버들가지가 꽂힌 정병의 모습, 유희좌(遊戱座)로 단정하게 앉은 보살의 자세 등에서 조선후기 18세기 불화의 특징을 잘 볼 수 있다.
얼굴 표현에 보이는 강한 음영은 보채가 이루어지면서 다소 강렬하게 표현되었는데, 이는 17세기 후반에서 18세기 초 불화에 나타나는 특징이기도 하다. 또한 영락으로 장식된 쌍개머리를 하고 상의에 천의를 걸치고, 백색 바지 위에 적색 치마를 입고 합장한 선재동자의 모습, 관음보살의 주처(主處) 보타락가산을 표현하면서도 특징적인 물가 표현을 하지 않은 것 등은 다른 후불벽 관음보살도에서 볼 수 없는 독특한 특징이다.

## 같이 보기
- 관룡사
- 창녕 관룡사 대웅전 - 보물 제212호